# Douz
Douz (arabe : دوز ) est une ville du sud de la Tunisie connue comme la « porte du Sahara ».
Rattachée administrativement au gouvernorat de Kébili, elle constitue en 2014 une municipalité de 30 245 habitants située à 488 kilomètres de Tunis.

## Histoire
Jusqu'à une période récente, elle était une escale importante pour les caravanes dans leurs voyages entre le Sahara et la Tunisie septentrionale. Elle est actuellement une destination de beaucoup de touristes venus visiter les dunes du Grand Erg oriental et le Chott el-Jérid.
Douz est le chef-lieu de la tribu arabo-berbère des Mrazig.

## Économie
L'économie de la ville dispose d'avantages particuliers par rapport aux villages environnants. La terre y est fertile et la culture de la datte est une grande source de revenus pour la population. Par ailleurs, les revenus découlant du commerce de l'oasis ont été facilement remplacés par les revenus du tourisme.
La ville accueille l'un des marchés les plus caractéristiques du pays où sont quotidiennement vendus des produits artisanaux mais aussi, une fois par semaine (jeudis), des ânes et des dromadaires.
En 2015, une compagnie pétrolière néerlandaise, Mazarine Energy, annonce avoir découvert du pétrole à Douz.

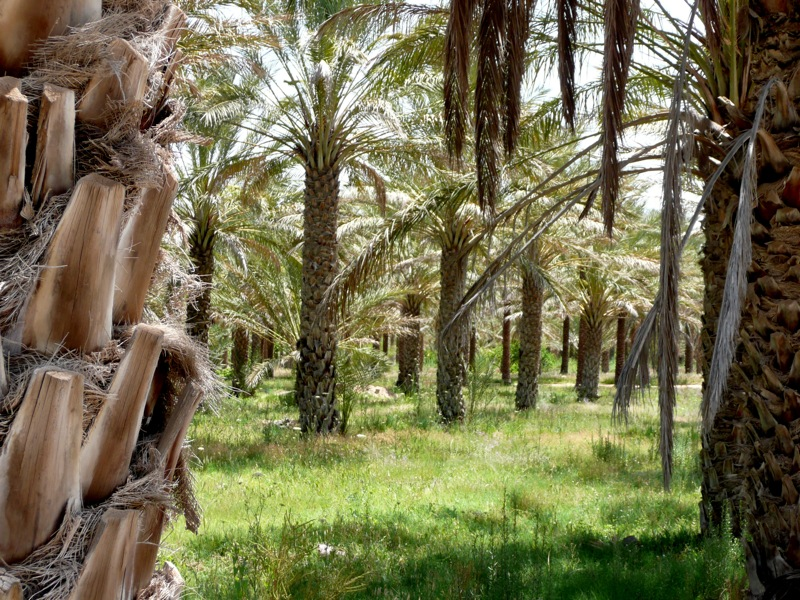
Oasis de Douz.
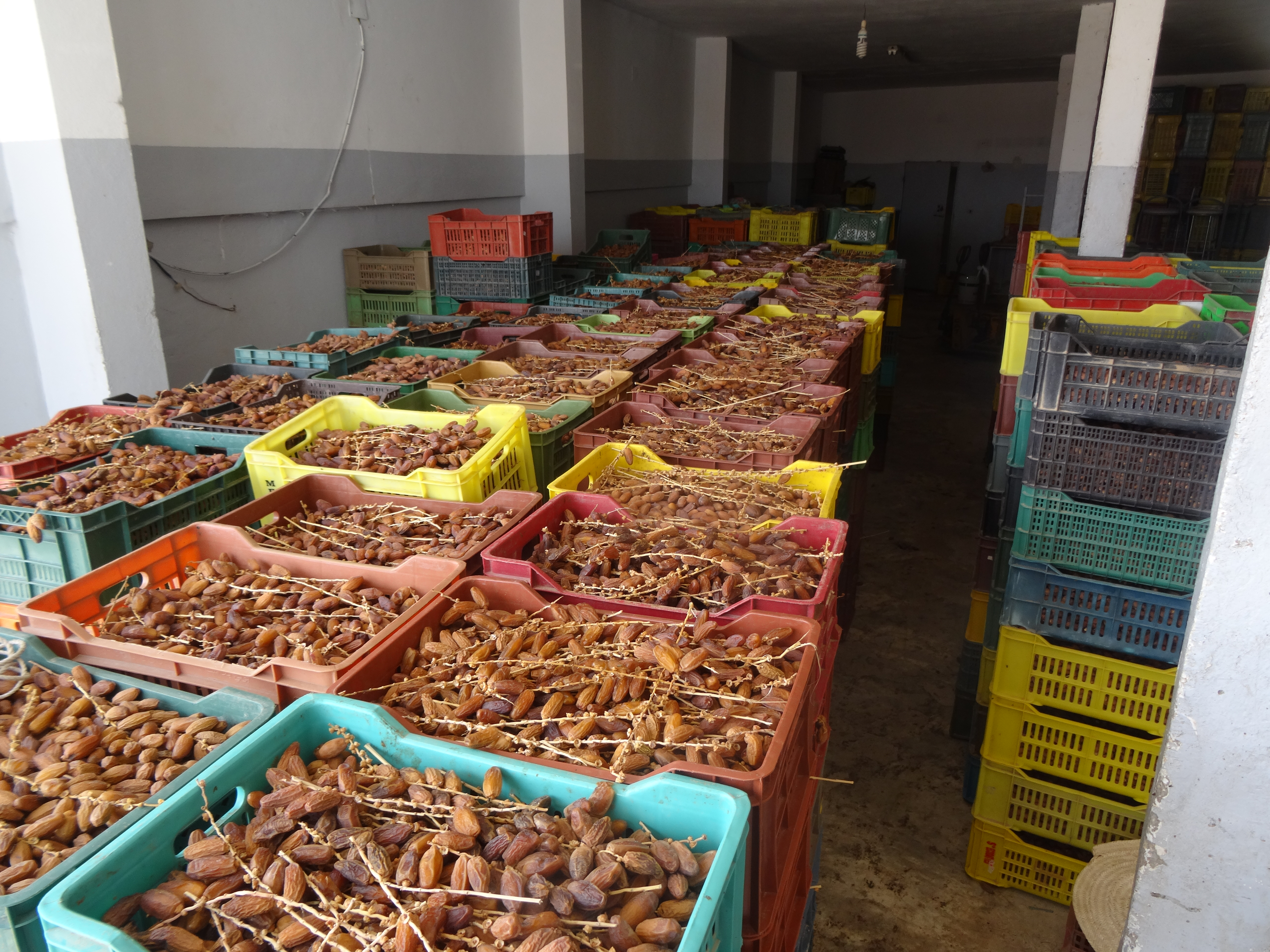
Dattes récoltées.
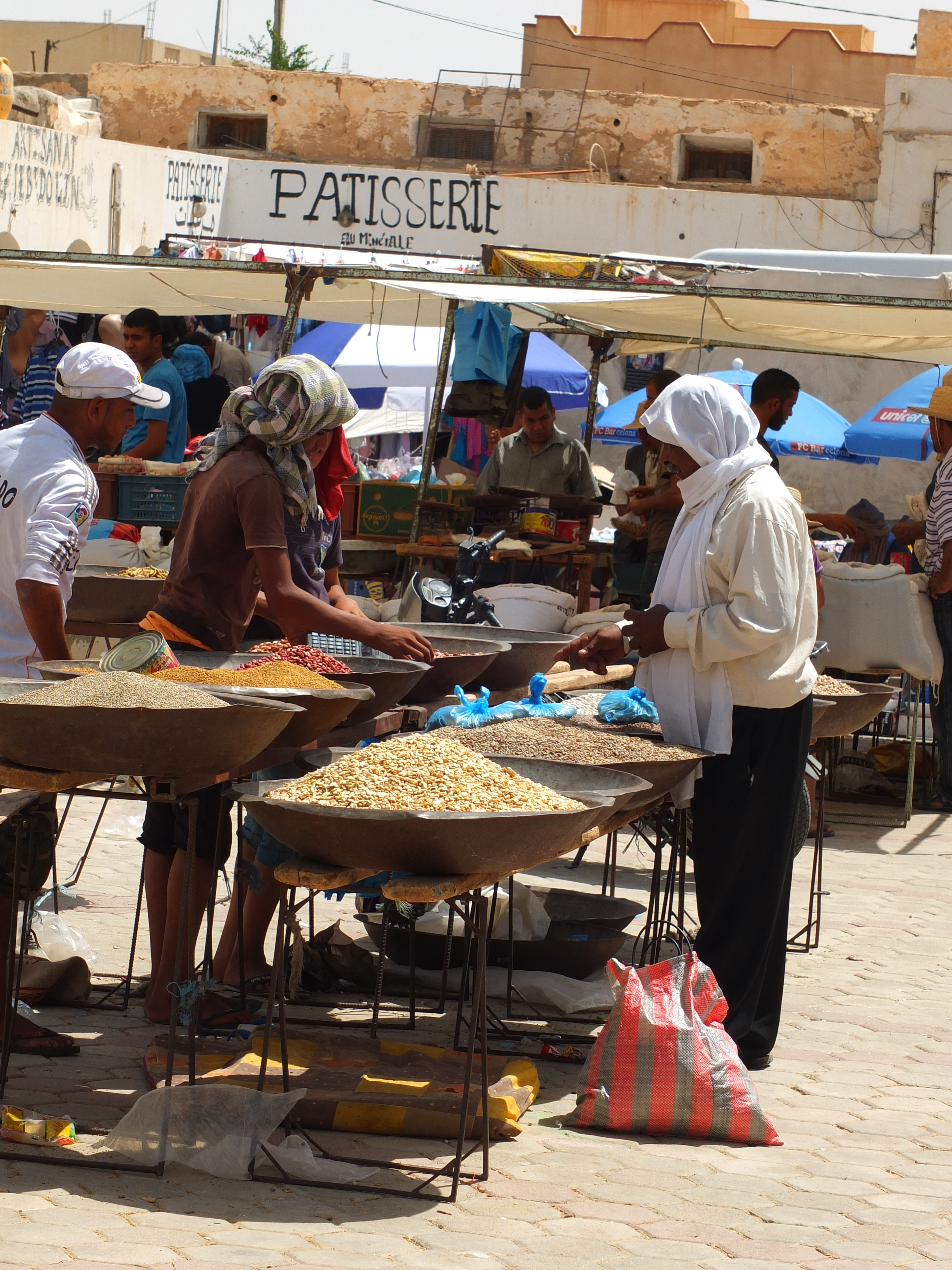
Marché de Douz.

## Culture
Ses habitants sont essentiellement issus des Mrazig.
Chaque année se déroule le Festival international du Sahara rassemblant les tribus nomades de Tunisie, d'Algérie, de Libye, d'Égypte, de Jordanie, du Koweït et une équipe française de jockeys de dromadaires. La manifestation folklorique, qui dure quatre jours, se déroule à la manière de Jeux olympiques du désert. La grande course est un marathon international de dromadaires de 42 kilomètres.
La ville accueille depuis 1997 un musée qui illustre la vie des peuples qui vivaient dans le désert.